# Бриан, Мария Исааковна
Мария Исааковна Бриан (настоящая фамилия — Шмаргонер; 23 августа (4 сентября) 1884, Екатеринослав — 22 мая 1965, Ленинград) — русская советская певица (лирическое сопрано) и вокальный педагог. Заслуженная артистка РСФСР (21.02.1938)

## Биография
Родилась 4 августа (по старому стилю) 1884 года, в многодетной семье екатеринославского купца второй гильдии Исаака Хаимовича Шмаргонера и Ципы-Леи (Лизы, Елизаветы) Рувиновны Шмаргонер (1855—1914).
В 1903—1909 обучалась пению в Париже у артистки «Гранд-Опера» Лаборд.
В 1912 году с золотой медалью окончила Петербургскую консерваторию, класс А. Г. Жеребцовой-Андреевой, среди педагогов М. Г. Климов. В этом же году впервые выступила на оперной сцене (сначала солистка петербургского Народного дома и чуть позже принята в Театр музыкальной драмы в Петербурге).
В Театре музыкальной драмы в Петербурге проработала до 1918, затем (до 1933) солистка ГАТОБа (Ленинград).
В 1913—1914 годах принимала участие в «Русских сезонах» С. Дягилева в Париже и Лондоне, где исполняла партии Ксении («Борис Годунов»), Панночки-Русалки («Майская ночь» Римского-Корсакова), Ольги Токмаковой, Эммы («Хованщина») и Кухарочки («Соловей» Стравинского).
Последнее выступление — Марфа («Царская невеста») в спектакле при открытии в 1920 Большого оперного театра в Петрограде (в здании б. Народного дома).
Партии: партий: Беатриса — 1-я исп. («Беатриса»; в концертном исполнении и на оперной сцене), Басшеве — 1-я исп. («Небеса пылают»); Мелизанда («Пеллеас и Мелизанда» Дебюсси); в Париже — Эмма («Хованщина»; 5 июня 1913, театр Елисейских полей); Иоланта, Татьяна («Евгений Онегин»); Марфа («Царская невеста»); Ксения («Борис Годунов»); Елена («Королева Мая» К. В. Глюка); Тамара («Демон» А. Рубинштейна), Маша («Дубровский»), Лиза («Пиковая дама»; Эвридика, Маргарита («Фауст»), Микаэла, Мими («Богема»), Шарлотта («Вертер»), Антония («Сказки Гофмана» Оффенбаха), Миньон, Недда, Сантуцца, Кармен, Паж Урбан, Ева и мн.др. Выступала также в опереттах «Корневильские колокола» Р. Планкета, «Прекрасная Елена» и «Птички певчие» Ж. Оффенбаха, «Гейша» С. Джонса.
Партнеры: П. Андреев, Н. Большаков, В. Дамаев, А. Мозжухин, Е. Петренко, Л. Собинов, Ф. Шаляпин. Пела п/у А. Асланова, М. Бихтера, Э. Купера, М. Мильнера.
Театральная энциклопедия отмечает:
Голос Б. отличался большой силой и, одновременно, мягкостью звучания. Для исполнительской манеры певицы характерны мечтательность и задушевность. 

ББЭ определяет её как одну из выдающихся камерных певиц.
Обладала сильным и ровным во всех регистрах голосом мягкого тембра (особенно красивым в верхнем регистре — от фа до си-бемоль), отличалась вокальной культурой, в совершенстве владела мастерством филировки звука. Интерпретация оперных образов тяготела к «камерности», исполнению были свойственны проникновенный лиризм и поэтичность. «Необычайное впечатление произвела… госпожа Бриан… Она чудесным образом соединяет упругую силу с какой-то благоуханной нежностью, строгую выдержанность стиля — с субъективнейшей лиричностью. Она поет не голосом, а всем своим существом, и это заражает и покоряет» (А. Луначарский).
Выступала на вечерах, организуемых редакцией журнала «Музыкальный современник». В симфонических концертах пела п/у А. Глазунова, С. Кусевицкого, С. Самосуда, Г. Фительберга. В 1922 и 1925 концертировала в Берлине, Мюнхене, Лейпциге и Риге. Исполняла старинные романсы, а также произведения Н. Римского-Корсакова, С. Танеева, П. Чайковского, С. Рахманинова, И. Стравинского и А. Глазунова, который особо отмечал вдохновенное исполнение его произведений.
Похоронена на Красненьком кладбище в Петербурге.

## Грампластинки
Записи: грампластинки в Петербурге («Граммофон» 1914; «Пате»), Москве («Муз-трест», 1929), Ленинграде («Ленмузтрест», 1940).

## Преподавание
В 1920—1950 годах — профессор Ленинградской консерватории. В январе — мае 1934 преподавала в Московской консерватории. Среди её учеников — М. Бровченко, З. Емельянова, Л. Мясникова, Н. Сильвестрова, И. П. Тиманова-Левандо, М. Узинг, одной из последних учениц М. И. Бриан была Валентина Семёновна Чечнева (в годы обучения — Герасимова).